# Falsled Kro
Falsled Kro er en dansk kro og gourmetrestaurant beliggende i Falsled ved Millinge på Sydfyn.
Til kroen hører en 1.000 m2 stor køkkenhave, der gør køkkenet stort set selvforsynende med grøntsager. Kroen har i alt 20 værelser, og restauranten kan rumme op til 65 spisende gæster.

## Historie
Kroen blev opført i 1500-tallet. I 1744 blev Falsled Kro tildelt titlen som Kongelig privilegeret gæstgiveri, da Grev Reventlow fik bevilling til at brygge brændevin og holde værtshus på kroen.
Senere hen husede kroen en benzintank, en købmandsbutik og dannede desuden ramme om byens skibsfart. Den historiske bygning er i dag fredet.
I 1969 blev kroen købt af Sven og Lene Grønlykke, der også skabte Kong Hans Kælder i 1976. Kroens første køkkenchef var Michel Michaud, der bragte den franske gastronomi til Danmark. Han blev efterfulgt af Jean-Louis Lieffroy, som tilbragte hele 38 år på Falsled Kro – de 34 af dem som køkkenchef og direktør, hvor han tegnede linjen og gjorde stedet kendt for sit franske køkken af høj kvalitet.
Per Hallundbæk videreførte det høje gastronomiske niveau fra 2008 og frem til 2017, hvor Kasper Tind Hasse tog over som køkkenchef ved kroens legendariske Molteni-komfur. I 2020 overtog han desuden titlen som administrerende direktør. 
Kasper Tind Hasse er tro mod kroens franske ophav og det såkaldte almanakkøkken. Faktisk ønsker han at gøre køkkenet til et endnu mere stednært landkøkken, hvor enkelheden og smagen er i højsædet, og hvor man følger sæsonen, i det minut tingene springer ud i haven. Derfor er brugen af køkkenhaven udvidet, ligesom der i langt højere grad bliver satset på helt lokale råvarer fra primært fynske producenter.
Falsled Kros ejerkreds tæller i dag stadig medlemmer af familien Grønlykke samt tidligere fodboldspiller Michael Laudrup,  vinmanden Peter Sisseck, tidligere Mærsk-formand Michael Pram Rasmussen og andre danske erhvervsfolk.
Kroen er en del af den eksklusive internationale sammenslutning af luksushoteller og -restauranter Relais & Châteaux.